# غاري باترسون (مدير فني، مواليد 1960)
غاري باترسون (بالإنجليزية: Gary Patterson)‏ هو لاعب كرة قدم أمريكية أمريكي، ولد في 13 فبراير 1960 في روزيل في الولايات المتحدة.

## وصلات خارجية
- غاري باترسون على موقع IMDb (الإنجليزية)
- غاري باترسون على موقع إن إن دي بي (الإنجليزية)